# Мера (Клуж)
Мера (рум. Mera) насеље је у Румунији у округу Клуж у општини Бачу. Oпштина се налази на надморској висини од 408 m.

## Становништво
Према подацима из 2002. године у насељу је живело 1419 становника.

### Попис2002.
| Расподела становништва по националности 2002.‍ | Расподела становништва по националности 2002.‍ | Расподела становништва по националности 2002.‍ | Расподела становништва по националности 2002.‍ | Расподела становништва по националности 2002.‍ |
| --------------------------------------------- | --------------------------------------------- | --------------------------------------------- | --------------------------------------------- | --------------------------------------------- |
|                                               |                                               |                                               |                                               |                                               |
| Румуни                                        | Румуни                                        |                                               | 125                                           | 8,8%                                          |
| Мађари                                        | Мађари                                        |                                               | 1.158                                         | 81,6%                                         |
| Роми                                          | Роми                                          |                                               | 136                                           | 9,6%                                          |